# Гаджибей (эсминец)
«Гаджибей» — эскадренный миноносец типа «Фидониси», принадлежавший к числу эскадренных миноносцев типа «Новик».

## История службы
Зачислен в списке судов Черноморского флота 2 июля 1915 года. Заложен на стапеле Николаевского адмиралтейства, арендованном ОНЗиВ 29 октября 1915 года, спущен на воду 14 августа 1916 года. В 1917 году, после завершения швартовочных испытаний, перешёл из Николаева в Севастополь для окончательной достройки и приёмных испытаний. 11 сентября 1917 года эсминец был принят в состав 3-го дивизиона Минной бригады Черноморского флота.
Участия в боевых действиях корабль не принимал. 3 (16) декабря 1917 года эсминец поднял красный флаг. 15 (28) декабря 1917 года экипаж эсминца расстрелял всех своих офицеров на Малаховом кургане.
В январе 1918 года принимал участие в установлении советской власти в Ялте.
23 апреля 1918 обстрелял прибрежные селения Южного берега Крыма в области крымскотатарского мятежа под руководством поручика М. Хайретдинова и штаб-ротмистра С. М. Муфти-заде. В полдень 24 апреля прибыл на траверз Алушты. Город контролировался контрреволюционными элементами и крымскотатарскими ополченцами, которые в ночь на 24 число расстреляли захваченных накануне членов СНК ССР Таврида. Город был обстрелян из артиллерии миноносца. Мятеж был подавлен десантом революционных матросов, что сопровождалось эксцессами и жестокостью. Крымскотатарские ополченцы были рассеяны и отступили.
После предъявления германским командованием 25 апреля ультиматума советскому правительству о сдаче Черноморского флота (согласно условиям заключённого большевистским правительством со странами Четверного союза Брестского мира) 29 апреля 1918 года «Гаджибей» вместе с частью кораблей ушёл из Севастополя. 1 мая 1918 года корабль прибыл в Новороссийск; 18 июня корабль по решению советского правительства был затоплен экипажем на глубине 32-38 метров.
6 декабря 1928 года в ходе специальной операции эсминец «Гаджибей» был поднят Черноморской партией ЭПРОНа и в ноябре 1929 года был на буксире отведён в Николаев для проведения восстановительного ремонта. По причине наличия очень больших повреждений корпуса восстановление корабля было признано нецелесообразным. Корпус «Гаджибея» в 1930 году был сдан Рудметаллторгу для разборки и реализации. Главные и вспомогательные механизмы корабля хорошо сохранились и в 1930—1932 годах были установлены на эсминец «Петровский» (бывший «Корфу») во время капитального ремонта последнего.

## Командиры
- капитан 2-го ранга Пышнов В. М. (1917 год — 15 декабря 1917 года[6]);
- Алексеев В. А. (1918 год)[5].